# Rolls-Royce Phantom Coupé
De Rolls Royce Phantom Coupé is een auto van het Britse merk Rolls-Royce. De Phantom Coupé is na de Phantom, de Phantom Extended Wheelbase en de Phantom Drophead Coupé het vierde lid van de Phantom-familie.

## Concept en onthulling
Tijdens de Autosalon van Genève van 2006 werd de Rolls-Royce 101EX getoond, een handgemaakte conceptauto die een indruk moest wekken van een toekomstige coupé. Na positieve kritieken en reacties besloot BMW, waar Rolls-Royce deel van uitmaakt, om de Coupé in productie te nemen.
In 2008 werd tijdens de Autosalon van Genève de productie-uitvoering onthuld. De Britse fabrikant maakte daar bekend dat de Phantom Coupé gericht is op de Rolls-Royce-eigenaar die liever zelf achter het stuur kruipt.

## Motor en uitrusting
De Phantom Coupé beschikt over een 6.75L V12 die ook in de andere Phantom-modellen is terug te vinden. In de Coupé brengt deze motor 453pk voort en gaat naar 100 km/h in 5,6 seconden. De Coupé is het eerste Rolls-Royce-model met een sport-knop op het stuur. Deze zorgt voor sneller overschakelen en een snellere reactie op het gaspedaal.
Het interieur van de Phantom Coupé is luxueus afgewerkt met lederen en houten onderdelen. Net als de andere modellen is ook de Coupé met de hand gebouwd. Hij beschikt over een Lexicon-audiosysteem met vijftien speakers en twee subwoofers onder de voorstoelen. Deze zorgen samen voor een geluid dat studiokwaliteit zou moeten evenaren.
Begin 2016 raakte bekend dat de Phantom Coupé nog datzelfde jaar uit productie zou genomen worden. De laatste vijftig exemplaren kwamen als Zenith Edition op de markt. Een opvolger staat volgens Rolls-Royce niet in de planning.